# Provinciale weg 404
De Provinciale Weg N404 is een voormalige provinciale weg in de provincie Utrecht. De weg loopt in zijn geheel in de voormalige gemeente Maarssen en omvat slechts de Sweserengseweg tussen de Maarsseveensevaart en de Burgemeester Norbruislaan in Utrecht over een lengte van 2,1 kilometer. 

De N404 is door de provincie Utrecht per 1 januari 2006 overgedragen aan de gemeente Maarssen. Verwijzingen langs de weg zijn nadien verwijderd, maar op wegenkaarten komt het wegnummer nog wel voor.
N23 · N194 · N196 · N197 · N198 · N199 · N200 · N201 · N202 · N203 · N204 · N205 · N206 · N207 · N208 · N209 · N210 · N211 · N212 · N213 · N214 · N215 · N216 · N217 · N218 · N219 · N220 · N221 · N222 · N223 · N224 · N225 · N226 · N227 · N228 · N229 · N230 · N231 · N232 · N233 · N234 · N235 · N236 · N237 · N238 · N239 · N240 · N241 · N242 · N243 · N244 · N245 · N246 · N247 · N248 · N249 · N250 · N307

N401 · N402 · N403 · N404 · N405 · N406 · N407 · N408 · N409 · N410 · N411 · N412 · N413 · N414 · N415 · N416 · N417 · N418 · N419 · N420 · N421 · N439 · N440 · N441 · N442 · N443 · N444 · N445 · N446 · N447 · N448 · N449 · N450 · N451 · N452 · N453 · N454 · N455 · N456 · N457 · N458 · N459 · N460 · N461 · N462 · N463 · N464 · N465 · N466 · N467 · N468 · N469 · N470 · N471 · N472 · N473 · N474 · N475 · N476 · N477 · N478 · N479 · N480 · N481 · N482 · N483 · N484 · N487 · N488 · N489 · N490 · N491 · N492 · N493 · N494 · N495 · N496 · N497 · N498 · N501 · N502 · N503 · N504 · N505 · N505 (Andijk) · N506 · N507 · N508 · N509 · N510 · N511 · N512 · N513 · N514 · N515 · N516 · N517 · N518 · N519 · N520 · N521 · N522 · N523 · N524 · N525 · N526 · N527 · N806 · N830 · N848

Cursief vermelde wegen zijn voormalige Provinciale wegen